# Eclipsa de Soare din 18 iulie 1860

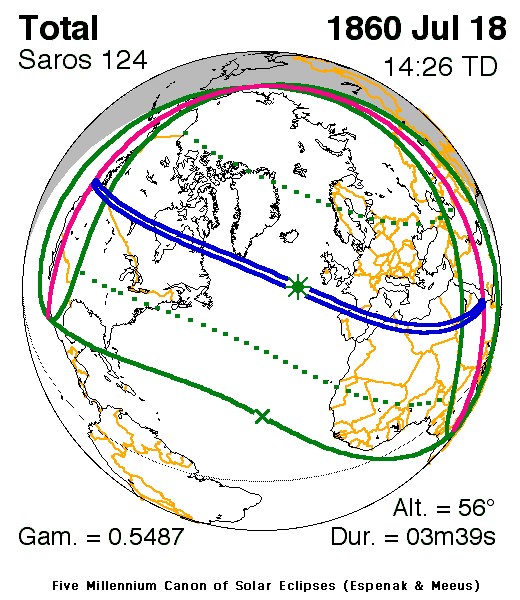
„Predicția eclipsei din 18 iulie 1860” făcută de Fred Espenak, NASA / GSFC.

O eclipsă de Soare s-a produs la 18 iulie 1860. A fost o eclipsă totală de Soare. S-a produs în urmă cu 164 ani, 328 zile. Eclipsa a fost vizibilă de pe o fâșie care traversa nord-estul Statelor Unite, Canada, Spania, Algeria, Libia și Sudanul.
O eclipsă de Soare se produce atunci când Luna trece între Pământ și Soare, întunecând, în acest fel, total sau parțial imaginea Soarelui, pentru un spectator de pe Pământ. O eclipsă de Soare totală apare când diametrul aparent al Lunii este mai mare sau egal cu cel al Soarelui, blocând toată lumina directă a Soarelui. Totalitatea apare pe o fâșie îngustă de pe suprafața Pământului, în timp ce pe o suprafață mult mai largă, de câteva mii de kilometri, producându-se o eclipsă parțială de Soare.

Oameni care urmăreau eclipsa din iulie 1860, la Toulouse, Franța. Fotografii luate de Eugène Trutat, aflate acum la Musée de Toulouse.

## Ejecții de masă coronală
Pe parcursul acestei eclipse totale, s-a putut observa, pentru prima oară, o ejectare, în progres, de masă coronală.

## Eclipse înrudite
Eclipsa de Soare din 18 iulie 1860 face parte din ciclul Saros 124.

### Seriile tritos
Această eclipsă este o parte a unui ciclu tritos, care se repetă alternând nodurile la fiecare 135 de luni sinodice (≈3986,63 zile, adică 11 ani minus 1 lună). Aspectul și longitudinea lor sunt neregulate din cauza lipsei de sincronizare cu luna anomalistică (perioada perigeului), dar grupările a 3 cicluri tritos (≈ 33 ani minus 3 luni) se apropie (≈434,044 luni anomalistice), deci eclipsele sunt similare în aceste grupări.

## Eclipsa de Soare din 18 iulie 1860 în literatura beletristică
Eclipsa de Soare din 18 iulie 1860 a fost imortalizată în capitol al XXIII-lea, din primul volum, al romanului de aventuri Ținutul blănurilor (în franceză Le Pays des fourrures, 1873) al lui Jules Verne.